# Brassia verrucosa
Brassia verrucosa es una especie de orquídea epífita originaria de América.

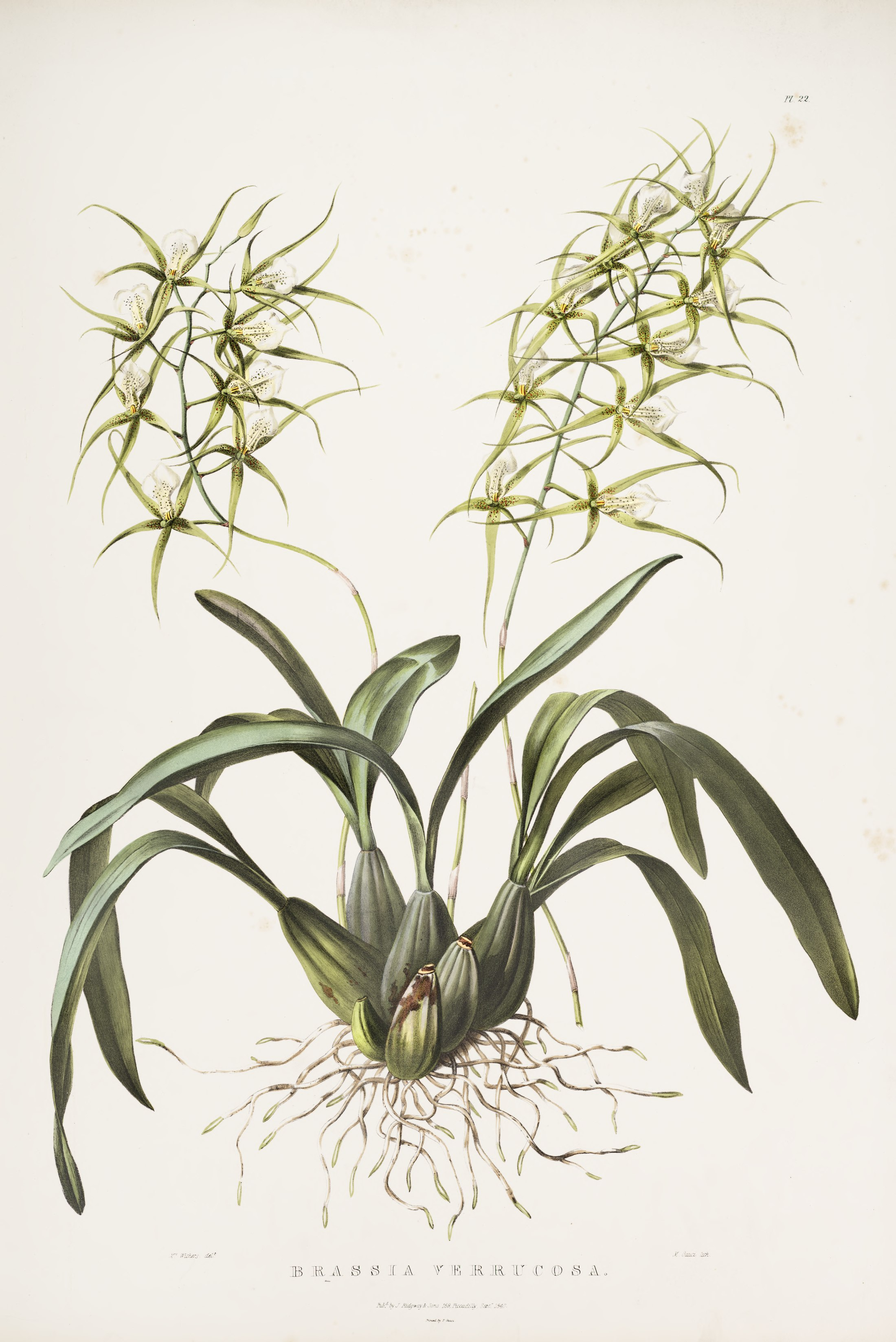
Ilustración

## Características
Es una especie epífita con pseudobulbos de 4–6 cm de largo y 2–3 cm de ancho, comprimidos, agregados, revestidos de varias vainas escariosas, con limbos foliares cuando jóvenes, 2-foliados. Hojas 10–20 cm de largo y 2–2.5 cm de ancho. Inflorescencia con 6–10 flores dísticas, los sépalos y pétalos verde pálidos con manchas cafés en sus porciones basales, el labelo blanquecino con verrugas verdes y manchas rojas en la base, el callo amarillo; sépalos largamente atenuados, el dorsal 40–50 mm de largo y 3–4 mm de ancho, los laterales 50–60 mm de largo y 3–4 mm de ancho; pétalos falcados, 25–30 mm de largo y 3–4 mm de ancho; labelo 20 mm de largo y 10–12 mm de ancho, acuminado, ápice encorvado, márgenes ondeados, disco con un callo 2-lamelado, pubescente, con 2 prolongaciones elevadas, sésil; columna 4 mm de largo; ovario 2 cm de largo, pedicelado.

## Distribución y hábitat
Especie poco frecuente, se encuentra en nebliselvas, a una altitud de 1100–1400 metros; fl jul; desde México a Venezuela. Se distingue del resto de las Brassia  por las verrugas verdes y conspicuas sobre el labelo.

## Taxonomía
Brassia verrucosa fue descrita por Bateman ex Lindl. en Edwards's Botanical Register 26: Misc. 36–37. 1840.
Etimología
El nombre del género Brassia (abreviado Brs.) fue otorgado en honor de William Brass, un ilustrador de botánica del siglo XIX.

verrucosa: epíteto latino que significa "verrugoso".
Sinónimos
- Brassia aristata Lindl.
- Brassia brachiata Lindl.
- Brassia coryandra E.Morren
- Brassia cowanii Lindl.
- Brassia longiloba DC.
- Brassia odontoglossoides Klotzsch & H.Karst.
- Oncidium brachiatum (Lindl.) Rchb.f.
- Oncidium verrucosum (Bateman ex Lindl.) Rchb.f.[5][6]